# Zwergmaus
Die Zwergmaus (Micromys minutus), zur Unterscheidung von anderen Zwergmaus-Arten auch als Eurasische Zwergmaus bekannt, ist eine Nagetierart aus der Gruppe der Altweltmäuse (Murinae).

## Merkmale
Die Zwergmaus ist eines der kleinsten Nagetiere überhaupt. Sie erreicht eine Kopfrumpflänge von 55 bis 75 Millimetern, der Schwanz misst rund 50 bis 75 Millimeter. Ihr Gewicht beträgt 5 bis 7 Gramm. Ihre Oberseite ist rotbraun, in manchen Gebieten auch dunkelbraun. Die Unterseite ist vom Rücken scharf abgesetzt und weiß. Der ungewöhnlich lange Schwanz wird als Greifschwanz benutzt und ist zweifarbig. Die Ohren ragen aus dem Fell kaum hervor. Die Augen sind sehr klein und dunkelbraun. Der Schädel ist ebenfalls sehr klein; Zwergmäuse können sich durch Löcher von einem Zentimeter Durchmesser zwängen.

## Verbreitung und Lebensraum

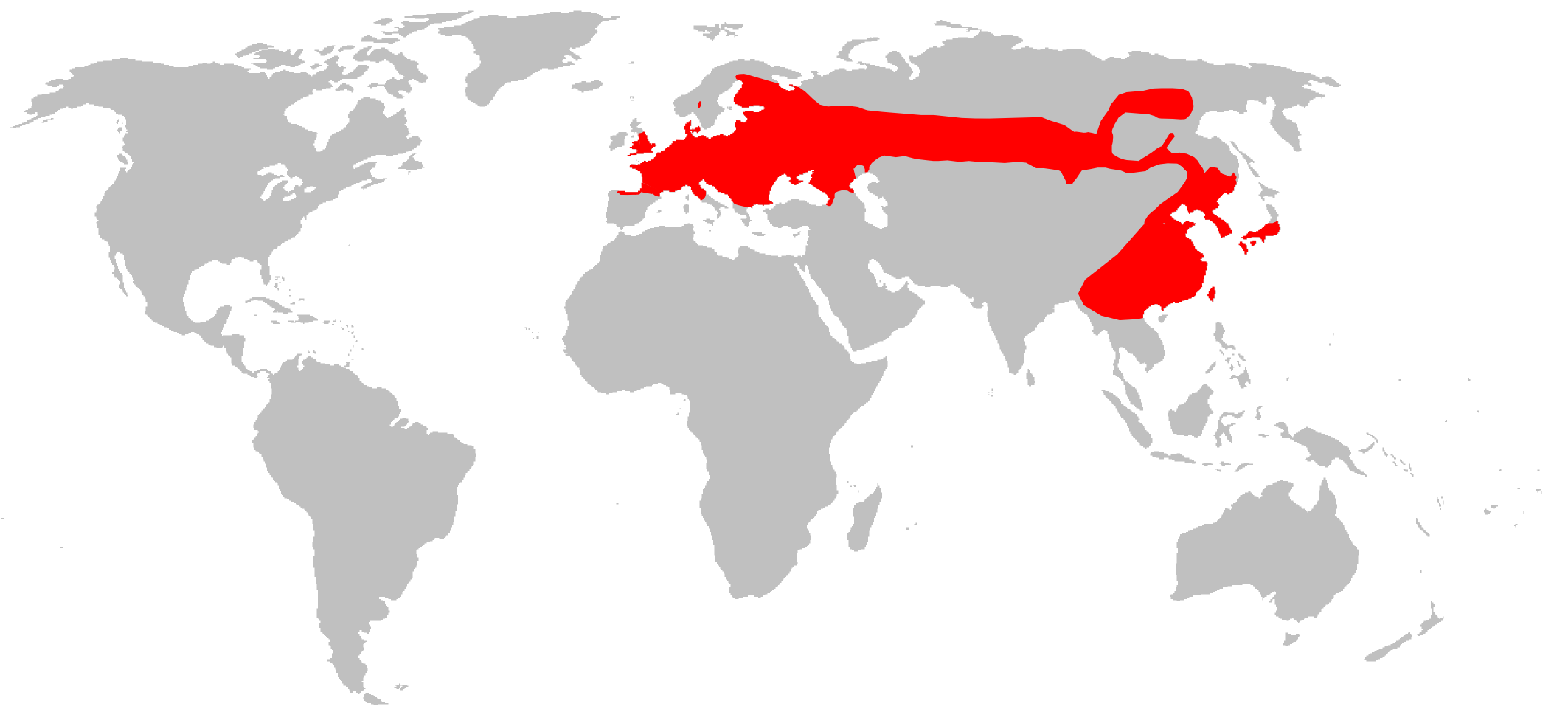
Verbreitungsgebiet (rot) der Zwergmaus

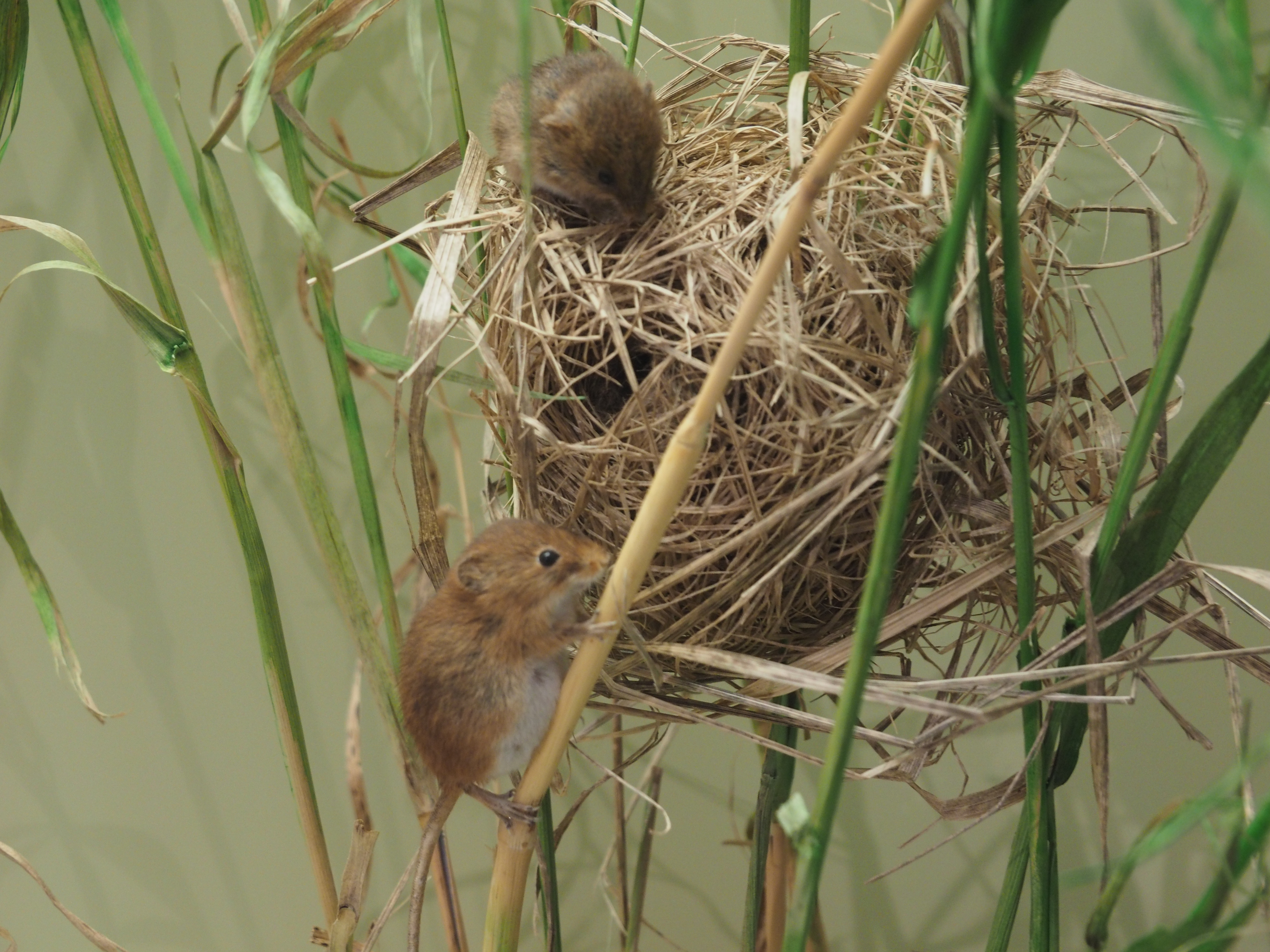
Zwergmäuse am Sommernest

Zwergmäuse sind in weiten Teilen Eurasiens verbreitet. In Europa beginnt ihr Verbreitungsgebiet im südlichen Großbritannien, dem nördlichen Spanien und Finnland und erstreckt sich über weite Teile Mittel- und Osteuropas. Sie fehlt allerdings im Großteil der Iberischen Halbinsel, in den südlichen Teilen Italiens, in den Alpen und im nördlichen Skandinavien und ist auf dem Balkan nur sporadisch vertreten. In einem breiten Streifen durchzieht ihr Verbreitungsgebiet das südliche Russland und reicht bis Japan, Korea und weite Teile des östlichen China. Sie bewohnt meist tiefergelegene Gebiete, kommt allerdings gebietsweise bis in 1700 Meter Seehöhe vor.
Ihr Lebensraum sind mit hoher Vegetation bestandene Gebiete, beispielsweise hohe Gräser, Schilf- und Röhrichtbestände und Bambusdickichte, aber auch Getreidefelder. Gelegentlich findet man sie auch in Hecken oder Reisfeldern.

## Lebensweise und Ernährung

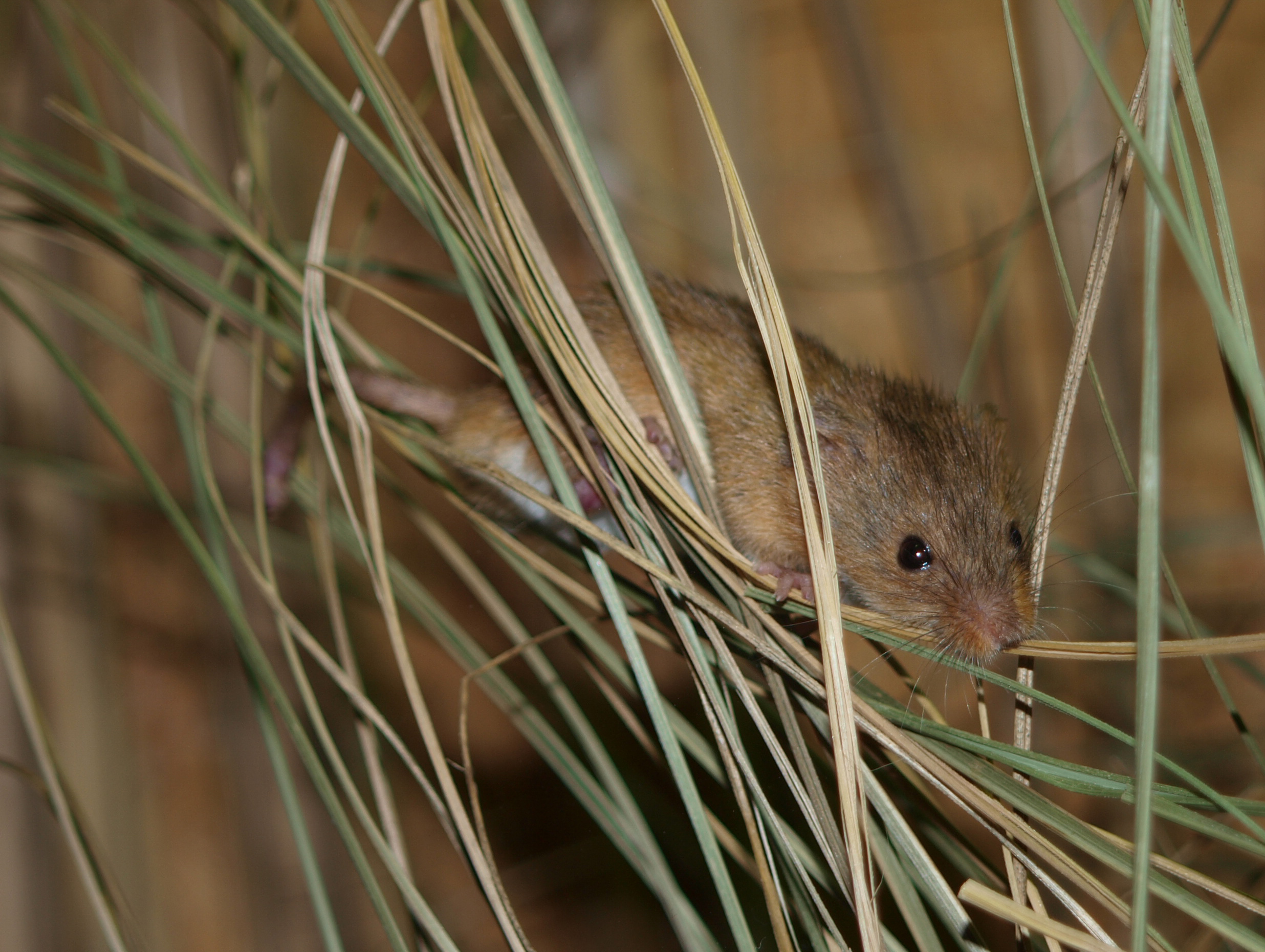
Zwergmaus auf Grashalmen

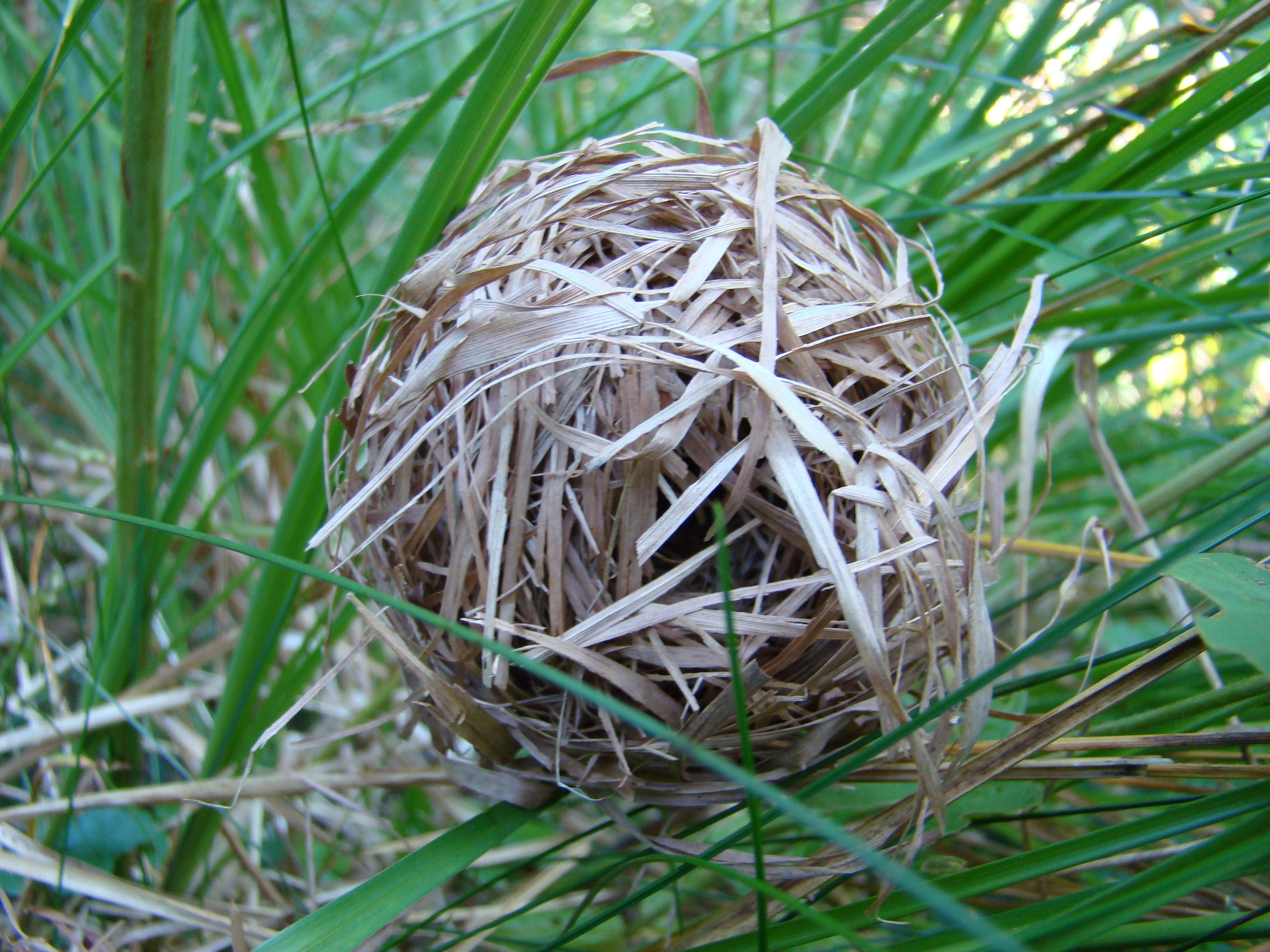
Sommernest der Zwergmaus

Dank ihrer spezialisierten Pfoten und ihres Greifschwanzes können Zwergmäuse geschickt auf den Halmen oder Ästen klettern. Sie können am Tag und in der Nacht unterwegs sein, sind aber überwiegend nachtaktiv mit Aktivitätshöhepunkten nach der Abend- und vor der Morgendämmerung.
Zur Jungenaufzucht errichten sie zwischen den Halmen Kugelnester, diese haben einen Durchmesser von 60 bis 130 Millimetern und befinden sich üblicherweise in 1 bis 1,3 Metern Höhe. Es dauert zwei bis acht Tage, um ein Nest zu bauen. Im Inneren ist es mit klein genagten Materialien ausgepolstert. Außerhalb der Paarungszeit bauen sie ebenfalls manchmal Nester, diese sind aber dünner und weniger gut gepolstert. In den kühleren Monaten legen sie manchmal Nester am Boden oder in Erdlöchern an, manchmal auch in Gebäuden.
Zwergmäuse leben einzelgängerisch. Sie bewohnen feste Reviere von 350 bis 400 m². Männchen und Weibchen kommen nur zur Fortpflanzung und zur Errichtung des Wurfnestes zusammen. Im Winter hingegen können bis zu 5000 Tiere in Getreidespeichern friedlich zusammenleben, je näher die Paarungszeit rückt, desto aggressiver reagieren allerdings die Tiere aufeinander.
Zwergmäuse ernähren sich von den Samen der Gräser, in welchen sie ihre Nester bauen, von den darin lebenden Insekten sowie von grünen Pflanzenteilen. Darüber hinaus fressen sie manchmal Vogeleier oder Jungvögel. Im Winter kann die Nahrung fast ausschließlich aus tierischer Kost bestehen.

## Fortpflanzung
Die Fortpflanzung erfolgt in den wärmeren Monaten, sie beginnt im April oder Mai, erreicht ihren Höhepunkt im Juli und dauert je nach Witterung bis in den September oder Spätherbst. Die Weibchen können theoretisch bis zu sechsmal im Jahr werfen, wegen der kurzen Lebenserwartung trägt ein Weibchen in freier Wildbahn selten mehr als zwei Würfe aus. Die Tragzeit beträgt 17 bis 18 Tage, die Wurfgröße variiert zwischen 1 und 13 und beträgt durchschnittlich 3 bis 8 Jungtiere, Neugeborene wiegen rund 1 Gramm. Mit 8 bis 10 Tagen öffnen sich ihre Augen und mit 15 bis 16 Tagen sind sie entwöhnt und verlassen ihr Geburtsnest. Mit rund 35 Tagen sind sie geschlechtsreif, das bedeutet in einem Jahr können sich bis zu vier Generationen fortpflanzen. Wenige Tiere werden in der Natur älter als sechs Monate, Tiere in menschlicher Obhut können knapp fünf Jahre alt werden.

## Gefährdung

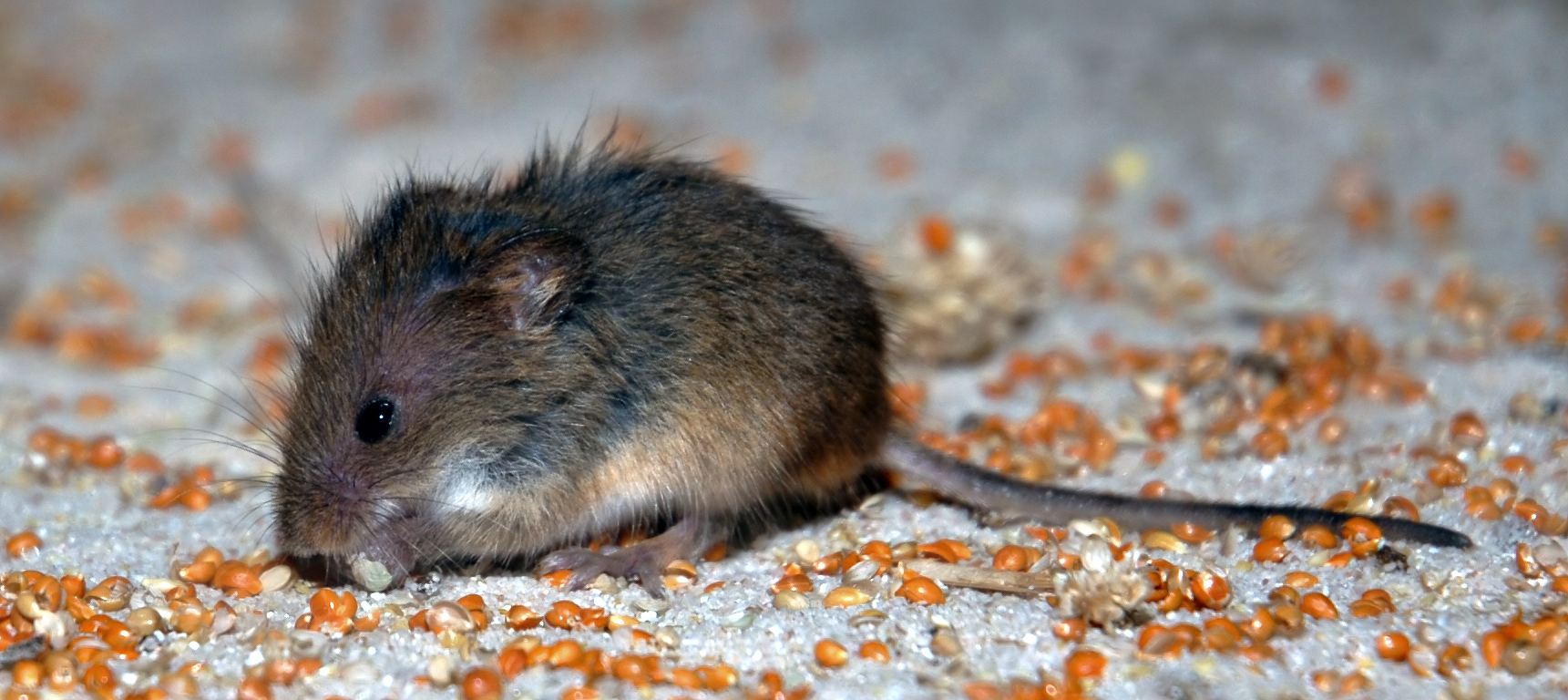
Zwergmaus

In Teilen Europas gehen die Bestände der Zwergmaus zurück, allerdings sind die Gesamtbestände von Natur aus großen Fluktuationen unterworfen. Gefährdungen stellen vor allem der Verlust an Lebensraum und die Zerstückelung der verbleibenden Flächen dar. In Österreich gilt sie deshalb als gefährdet, in Deutschland steht sie auf der Vorwarnliste. Global wird die Art von der IUCN als „nicht gefährdet“ (least concern) gelistet.

## Systematik
Die Zwergmaus wurde 1771 von Peter Simon Pallas als Mus minutus erstbeschrieben.
Innerhalb der Altweltmäuse ist sie laut Wilson & Reeder (2005) Namensgeber der Micromys-Gattungsgruppe, einer ansonsten auf Südostasien beschränkten Gruppe, die daneben noch die Gattungen Pinselschwanz-Baummäuse (Chiropodomys), Zwergbaummäuse (Haeromys), Asiatische Kletterratten (Hapalomys), Langschwanz-Klettermäuse (Vandeleuria) und Vernay-Klettermäuse (Vernaya) umfasst. Nach genetischen Studien von Lecompte et al. (2008) ist die Zwergmaus ein urtümlicher Vertreter der Rattini, also relativ nahe mit den Ratten verwandt.

## Haustierhaltung

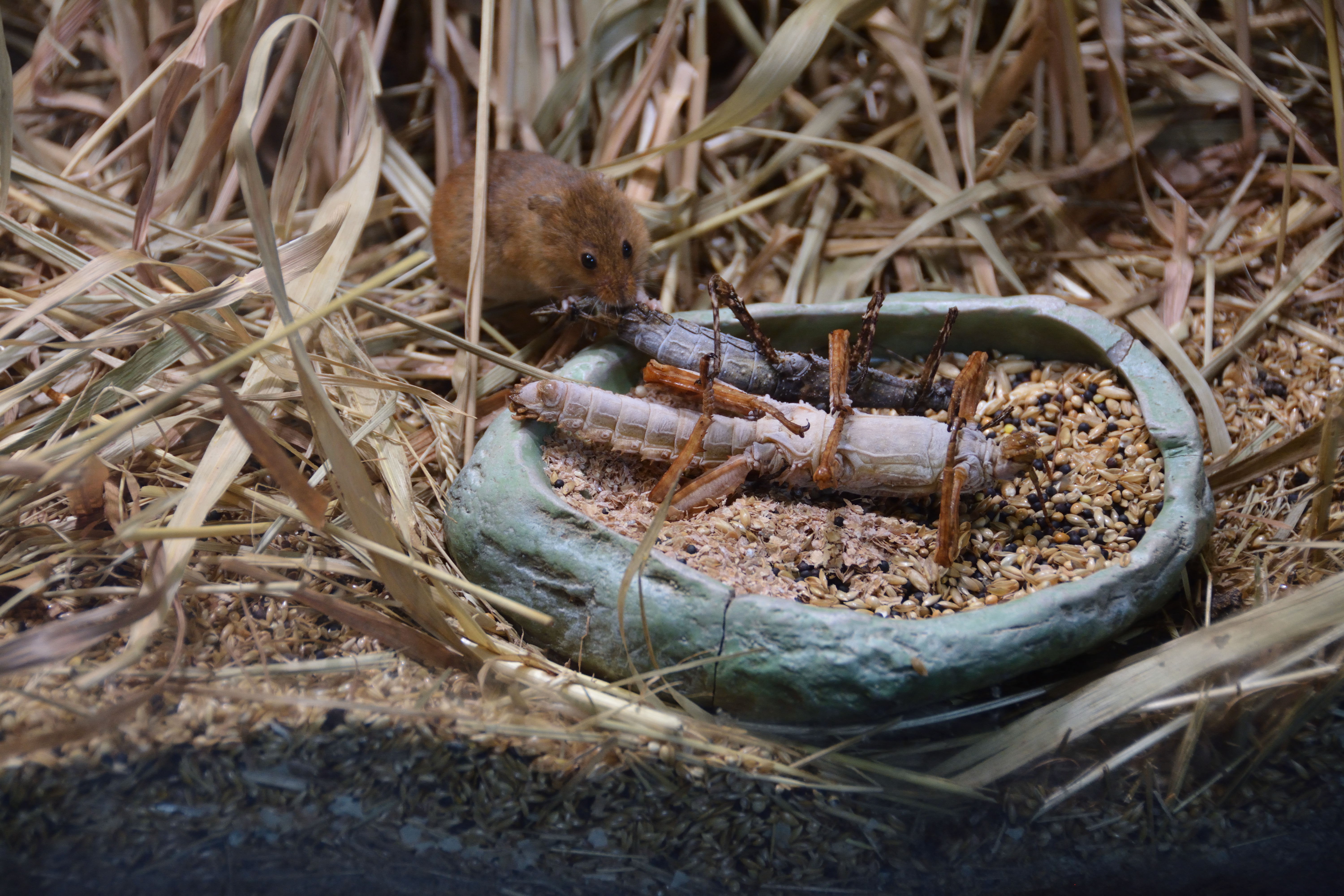
Zwergmaus im Terrarium

Für die Haltung von Zwergmäusen benötigt man einen Herkunftsnachweis und sie unterliegen der Meldepflicht bei der Unteren Naturschutzbehörde.